# 井上良夫
井上 良夫（いのうえ よしお、1908年9月3日 - 1945年4月25日）は、日本の探偵小説評論家、翻訳家。
1930年代のいわゆる「本格ミステリの黄金時代」の海外作品を、日本に多数紹介した。戦前における最もすぐれた探偵小説評論家といわれる。

## 経歴
1908年（明治41年）9月3日、福岡県若松市（現・北九州市）に生まれる。
1926年（大正15年）、愛知県立熱田中学校（現・愛知県立瑞陵高等学校）卒業。名古屋高等商業学校（現・名古屋大学経済学部）に進学し、1930年（昭和5年）に卒業。バス会社に入社するが、名古屋市営バスと併合されて解散になったため、1937年（昭和12年）から名古屋市立白鳥尋常高等小学校（現・名古屋市立白鳥小学校）教員、1941年（昭和16年）から名古屋女子商業学校（現・名古屋経済大学市邨中学校・高等学校）教師（英語担当）。
学生時代から原書にあたって英米の「黄金時代」の探偵小説に親しむ。『探偵小説』（博文館）1932年（昭和7年）1月号に掲載されたクロフツ、森下雨村訳『樽』の翻訳作業を手伝い、その縁で、1933年（昭和8年）5月に創刊された探偵小説専門誌『ぷろふいる』に、雨村の推薦で評論を寄稿するようになる。第4号に掲載された「名探偵を葬れ!」が探偵論壇へのデビュー作で、第5号から「英米探偵小説のプロフィル」を連載、海外の未翻訳作品を次々と紹介した。1935年（昭和10年）はじめごろから江戸川乱歩と文通を始める。
1935年、柳香書院から乱歩と雨村の共同編集による『世界探偵名作全集』が企画されると、収録書の選定に協力し、自らもイーデン・フィルポッツ『赤毛のレドメイン一家』、ロナルド・ノックス『陸橋殺人事件』を翻訳している。ただし、この全集は1936年（昭和11年）までに5冊を出しただけで中絶した。以後、翻訳家としてもクロフツ『ポンスン事件』、ブッシュ『完全殺人事件』、バーナビイ・ロス『Yの悲劇』などを次々と刊行している。
1942年、フィルポッツ『闇からの声』の翻訳を、乱歩の助力で刊行。これが生前最後の翻訳書となった。
1945年（昭和20年）4月25日、肺結核のため死去。乱歩は、1951年（昭和26年）刊行の評論集『幻影城』の献辞を、井上に捧げている。
評論集は戦前にぷろふいる社、戦後に新探偵小説社によって企画されたが、いずれも実現せず、没後49年目の1994年になって国書刊行会から、「英米探偵小説のプロフィル」「傑作探偵小説吟味」「作家論と名著解説」など主要な評論を収めた『探偵小説のプロフィル』が刊行された。また、戦争中に江戸川乱歩と続けられた、乱歩のいうところの「英米探偵小説の読後感や探偵小説本質論について」の「非常識なほど長い手紙のやりとり」（『幻影城』献辞）は、戦後に中島河太郎が個人誌『黄色の部屋』上で乱歩の許可を得て発表（第5号 - 第12号、1951年8月 - 1954年9月）、その後、「探偵小説論争」と題して『江戸川乱歩全集』第22巻『わが夢と真実』（講談社、1979年）、『江戸川乱歩推理文庫』第64巻『書簡 対談 座談』（講談社、1989年）に収録された。

## 著書
- 『探偵小説のプロフィル』（国書刊行会、探偵クラブ） 1994年7月 ISBN 4-336-03563-6

## 翻訳
- 『赤毛のレドメイン一家』（イーデン・フィルポッツ、柳香書院、世界探偵名作全集1） 1935年10月、のち再刊（雄鶏社） 1950年7月
- 『陸橋殺人事件』（ロナルド・ノックス、柳香書院、世界探偵名作全集5） 1936年3月、のち再刊（早川書房、世界探偵小説全集） 1954年6月
- 『ポンスン事件』（F・W・クロフツ、春秋社） 1936年6月、のち再刊（雄鶏社、おんどりみすてりい） 1950年6月
- 『完全殺人事件』（クリストファー・ブッシュ、春秋社） 1936年12月、のち再刊（雄鶏社、おんどりみすてりい） 1950年10月
- 『スターベル事件』（F・W・クロフツ、末広書房） 1937年2月、のち再刊（早川書房、世界探偵小説全集） 1954年5月
- 『Yの悲劇』（バーナビイ・ロス、春秋社） 1937年4月、のち再刊（エラリ・クイーン名義、新樹社、ぶらっく選書） 1950年6月
- 『闇からの声』（イーデン・フィルポッツ、大元社） 1942年10月、のち再刊（早川書房、世界探偵小説全集） 1956年2月